# Anadia blakei
Espèce
Anadia blakei est une espèce de sauriens de la famille des Gymnophthalmidae.

## Répartition
Cette espèce est endémique de l'État de Sucre au Venezuela.

## Étymologie
Cette espèce est nommée en l'honneur d'Emmet Reid Blake.

## Publication originale
- Schmidt, 1932 : Reptiles and amphibians of the Mandel Venezuelan expedition. Field Museum of Natural History, Zoological Series, vol. 18, no 7, p. 159-163 (texte intégral).